# 寒川町消防本部

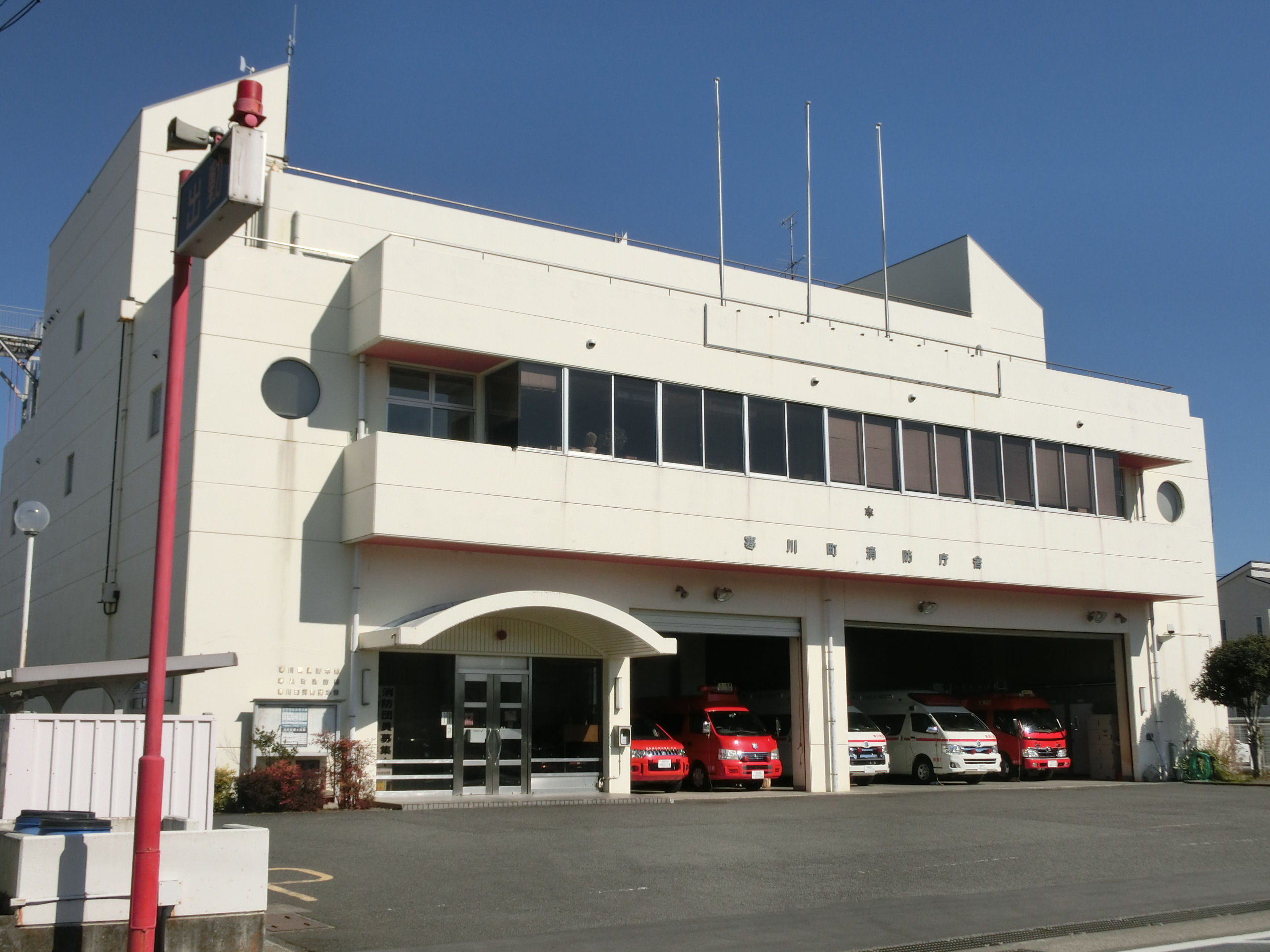
寒川町消防本部
（現・茅ヶ崎市消防署寒川分署）

寒川町消防本部（さむかわまちしょうぼうほんぶ）は、かつて神奈川県高座郡寒川町に存在した消防部局（消防本部）。寒川町全域を管轄していた。

## 概要
- 消防本部：高座郡寒川町宮山396
- 管内面積：13.42km2
- 職員定数：53人
- 消防署1カ所
- 主力機械（2020年4月1日現在）
  - 普通消防ポンプ自動車：1
  - 水槽付消防ポンプ自動車：1
  - 化学消防自動車：1
  - 高規格救急自動車：3
  - 指揮車：1
  - 救助工作車：1
  - 予防車：2
  - 資機材搬送車：1

【主力機械に関する参考文献：令和2年版消防年報（寒川町消防本部）】

## 沿革
- 1971年（昭和46年）4月1日 - 寒川町が寒川町消防本部及び寒川町消防署を開設する。
- 1975年4月 - 新消防庁舎（寒川町役場脇、現在の寒川町役場分庁舎）を開設する。
- 1990年代初頭 - 庁舎の改築と規模拡張のため、新消防庁舎を建設。寒川町健康管理センター隣の宮山396番地に移転。
- 2016年（平成28年）2月15日 - 茅ヶ崎市・寒川町消防指令センター（茅ヶ崎市消防本部内）の運用を開始する。
- 2022年（令和4年）4月1日 - 茅ヶ崎市と寒川町の消防の広域化に伴い、寒川町消防本部が解散。常備消防の事務が茅ヶ崎市消防本部に継承される。これにより、「寒川町消防署」は「茅ヶ崎市消防署寒川分署」となる[1][2]。

## 組織
- 本部－消防総務課、予防課
- 消防署－警備第1担当、警備第2担当

## 消防署
| 消防署       | 住所    | 出張所 |
| ------------ | ------- | ------ |
| 寒川町消防署 | 宮山396 | なし   |